# (19379) Labrecque
(19379) Labrecque (1998 BR7) – planetoida z pasa głównego asteroid okrążająca Słońce w ciągu 3,54 lat w średniej odległości 2,32 j.a. Odkryta 24 stycznia 1998 roku.